# نورمان لانغ
نورمان لانغ هو سياسي كندي، ولد في 4 أغسطس 1879، وتوفي في 25 يوليو 1930. انتخب عضو مجلس العموم الكندي.